# António Rodrigues Alves de Faria
António Rodrigues Alves de Faria (Forjães, 6 de abril de 1871 - 10 de agosto de 1949) foi um empresário português emigrado no Brasil.
Nascido em Portugal, aos 14 anos emigra para o Brasil. Aí teve sucesso como empresário no ramo do sal. Em 1909 fundou a Companhia de Comércio e Navegação.
Regressado à sua terra natal, investiu parte da sua fortuna como benfeitor da localidade. A sua obra mais importante foi a construção da Escola Rodrigues de Faria, atualmente Centro Social e Cultural Rodrigues de Faria, inaugurado em agosto de 2001.